# Нафтогазоносний басейн
Нафтогазоносний басейн (НГБ), (англ. oil and gas bearing basin, нім. erdöl- und erdgasführendes Becken n) — западина, складена осадовими породами і виражена в сучасній структурі земної кори, формування якої супроводжувалося акумуляцією і збереженням вуглеводнів у покладах.

## Загальний опис
Основні параметри НГБ: площа (104—106 км²), об'єм формуючих відкладів (103—106 км³), величина нафтових і газових запасів, фазовий стан вуглеводнів у покладах, вертикальна зональність, об'ємне співвідношення нафти й газу.
За особливостями формування скупчень нафти й (або) газу НГБ поділяють на:
- НГБ платформних областей,
- складчастих областей,
- НГБ зчленувань платформ і складчастих областей.

Нафтогазовий басейн вважається основним елементом нафтогазової геологічної регіональної системи, що відрізняє його від системи на основі нафтогазових провінцій. У межах нафтогазоносних басейнів виділяють нафтогазові райони, сектори та зони. Більшість сучасних нафтогазоносних басейнів мають диференційований характер, що спричинено тектонічно-динамічним впливом сусіднього орогенезу та негетерогенної фундаментальної структури.
Станом на початок XXI ст.. на Землі відкрито понад 226 нафтогазоносних осадових басейнів, в яких виявлено близько 50 000 вуглеводневих родовищ із доведеними запасами нафти в 152 мільярди тонн. Однак розвіданість цих басейнів дуже різна. Лише деякі басейни (Перська затока, Західний Сибір, Волго-Урал, Тимано-Баренцеве море, Мексиканський та Середземноморський басейни) достовірно оцінили запаси, що перевищують 25 мільярдів тонн. Загальні підтверджені запаси нафти в цих шести басейнах становлять приблизно 80 % (120 мільярдів тонн) загальних світових запасів, тоді як інші 220 басейнів містять лише 20 % (32 мільярди тонн). З великої кількості нафтових родовищ більшість запасів (> 80 %) також зосереджені в невеликій кількості великих і унікальних родовищ, переважна частина яких зосереджена у двох унікальних нафтових і газових басейнах (Перська затока і Західно-Сибірський басейн) та інших названих чотирьох великих басейнах. Регіони максимального накопичення вуглеводнів пов'язані зі стратиграфічними рівнями двох геологічних епох: мезозою (72 %) та середньопізнього палеозою (22 %). Через цю чітко виражену нерегулярність концентрацій нафтових і газових родовищ у геологічному просторі та часі, слід проводити мінерагенний прогнозний аналіз присутності нафти й газу з урахуванням особливостей розташування найбільших нафтогазоносних осадових басейнів в усьому світі.

## Басейновий аналіз і моделювання вуглеводневих систем
Басейновий аналіз і моделювання вуглеводневих систем осадових басейнів поєднує сейсмічну, геологічну, геохімічну та стратиграфічну інформацію для динамічного моделювання еволюції осадових басейнів. Просторові моделі забезпечують опис і симуляцію структурної еволюції, історії зміни температури та тисків, що мають визначальний плив на генерацію, міграцію та накопичення вуглеводнів впродовж геологічного часу від десятків до сотень мільйонів років. Просторові динамічні 4D-моделі вуглеводневих систем включають всі елементи геологічних ризиків і дають змогу виконувати дерискінг об'єктів для ухвалення інвестиційних рішень під час пошуку та розвідки нових ділянок.
Технологію басейнового моделювання для прогнозування та планування процесів розвідки та розробки активно використовують провідні міжнародні нафтогазові компанії — ExxonMobil, Shell, BP.
В Україні технологію басейнового аналізу та моделювання вуглеводневих систем для пошуку та розвідки вуглеводнів застосовує АТ «Укргазвидобування».

## Основні нафтогазоносні басейни світу
- Адріатично-Іонічний нафтогазоносний басейн
- Аквітанський нафтогазоносний басейн
- Бакинський нафтогазоносний район
- Балтійська нафтогазоносна область
- Бенгальський нафтогазоносний басейн
- Верхньоамазонський нафтогазоносний басейн
- Внутрішній Східно-Австралійський басейн
- Волго-Уральська нафтогазоносна провінція
- Ґіпсленд
- Дніпрово-Прип'ятська нафтогазоносна провінція
- Західний внутрішній нафтогазоносний басейн
- Західно-Канадський нафтогазоносний басейн
- Каліфорнійський нафтогазоносний басейн
- Камбейський нафтогазоносний басейн
- Нафтогазоносний басейн Ґвінейської затоки
- Нафтогазоносний басейн Затоки Кука
- Нафтогазоносний басейн Мексиканської затоки
- Нафтогазоносний басейн Перської затоки
- Нафтогазоносні басейни Скелястих гір
- Нафтогазоносна область Північного моря
- Нижньоіндійський нафтогазоносний басейн
- Передаппалачський нафтогазоносний басейн
- Північні Арктичні нафтогазоносні басейни Канади
- Північно-Кавказько-Мангишлацька нафтогазоносна провінція
- Північно-Китайський нафтогазоносний басейн
- Прикаспійська нафтогазоносна провінція
- Реконкаву
- Сан-Хорхе
- Сан-Хуан (нафтогазоносний басейн у США)
- Санта-Інес
- Сахаро-Середземноморський нафтогазоносний басейн
- Саравакський нафтогазоносний басейн
- Сержипі-Алагоас
- Центрально–Європейський нафтогазоносний басейн